# Beastars
Cet article concerne le manga. Pour son adaptation en série d'animation, voir Beastars (anime).
Beastars (ビースターズ, Bīsutāzu) est un manga écrit et dessiné par Paru Itagaki. Il est pré-publié dans le magazine Weekly Shōnen Champion de l'éditeur Akita Shoten entre septembre 2016 et octobre 2020 et publié en un total de 22 volumes reliés sortis entre janvier 2017 et janvier 2021. La version française est publiée en intégralité par l'éditeur Ki-oon entre janvier 2019 et juin 2022.
Une adaptation en anime par le studio d'animation Orange est diffusée pour la première fois au Japon entre octobre et décembre 2019. Une seconde saison est diffusée entre janvier et mars 2021. Une troisième et dernière saison est diffusée sur Netflix en décembre 2024. La série animée est licenciée par Netflix. La première saison est disponible depuis mars 2020 et la seconde depuis juillet 2021 sur la plateforme de streaming.
En octobre 2021, le tirage de Beastars s'élève à plus de 7 millions d'exemplaires, versions numériques comprises. Le manga a remporté plusieurs prix, dont le 42e Prix du Manga Kōdansha dans la catégorie shōnen.

## Synopsis
L'histoire se déroule dans un monde d'animaux anthropomorphes civilisés avec une fracture culturelle entre les carnivores et les herbivores. La série tire son nom du rang dans l'univers de la série « Beastar », un individu au grand talent, au service de la société et à la notoriété.
Legoshi, un grand loup gris, est un étudiant timide et calme de l'institut Cherryton où il vit dans un dortoir avec plusieurs autres étudiants carnivores, dont son ami extraverti Jack, un labrador. Membre du club de théâtre de l'école, Legoshi est machiniste et soutient les acteurs du club dirigé par l'élève vedette Louis, un cerf rouge. Lorsque Tem l'alpaga est brutalement assassiné et dévoré dans la nuit, une vague de malaise et de méfiance se répand entre les élèves herbivores et carnivores. Au même moment, Legoshi fait la rencontre fatidique de Haru, une petite lapine naine blanche, et commence à développer des sentiments complexes envers elle. Une fois que Legoshi résout le meurtre de Tem, il élargit son horizon et décide de s'insérer dans la société où il continuera d’œuvrer pour de meilleures relations entre herbivores et carnivores. Il s'installe alors dans une résidence bon marché où il occupe un petit appartement. Legoshi, toujours tiraillé par ses instincts, noue des liens avec de nouveaux herbivores et s'attèle à arrêter un chef de gang.

## Personnages
Legoshi (レゴシ, Regoshi)
Voix japonaise : Chikahiro Kobayashi (ja),, voix française : Jim Redler
Legoshi est un imposant loup gris dont la personnalité très discrète contraste avec son apparence, d'où sa volonté de cacher ses traits susceptibles de terrifier ses camarades herbivores. Généralement en conflit avec son statut de carnivore, Legoshi souhaite supprimer ses désirs prédateurs, ce qui devient encore plus compliqué à mesure qu'il développe des sentiments confus envers Haru.
Son visage est d'ailleurs calqué sur celui de l'acteur français Mathieu Amalric, et son nom inspiré de l'acteur hongro-américain Béla Lugosi.
Louis (ルイ, Rui)
Voix japonaise : Yūki Ono,, voix française : Stéphane Fourreau
Louis le cerf rouge, étudiant en troisième année à Cherryton, en dirige le club de théâtre. Fier et confiant, méprisant, manipulateur et souffrant d'un complexe d'infériorité, Louis ambitionne de devenir le prochain Beastar, tout herbivore qu'il est.
Haru (ハル)
Voix japonaise : Sayaka Senbongi,, voix française : Diane Kristanek
Haru la lapine naine blanche, membre unique du club de jardinage de Cherryton, est ostracisée à l'école de Cherryton sous l'effet des rumeurs qui courent à son endroit. Petite herbivore entourée de tant de grandes créatures puissantes, elle est systématiquement traitée comme une chose mignonne et fragile par les autres, à son grand dam.
Rizu (リズ, Rizu)
Voix japonaise : Hiroshi Shirokuma, voix française : Thierry Kazazian
Rizu est un imposant ours brun et le principal antagoniste de la première moitié de la série. Mesurant plus de 2 mètres, il doit prendre des médicaments approuvés par le gouvernement pour limiter ses forces et ainsi (théoriquement) réduire le danger qu'il représente pour la société. Cependant, les effets secondaires du médicament lui font souffrir de maux de tête et d'agressions incontrôlables, et c'est au cours d'une de ces crises qu'il a dévoré son collègue membre du club de théâtre et ami, Tem. Incapable de faire face à sa culpabilité, il continue de se tromper sur le fait que Tem a volontairement accepté d'être mangé, et il devient vicieusement agressif envers quiconque - en particulier Legoshi - qui le défie.
Yahya (ヤフヤ, Yafuya)
Yahya est un cheval noir. C'est l'actuel beastar et le chef de la police. Il est le garant de la société et de la justice mais est controversé par les carnivores du marché noir qui le surnomment le "diable noir". Il est puissant et efficace malgré son âge et est déterminé, au point d'être manipulateur voir cruel envers les autres.
Juno (ジュノ, Juno)
Voix japonaise : Atsumi Tanezaki,, voix française : Alexia Papineschi
Juno, la louve grise (pourvue d'une épaisse fourrure assez bouclée, ce qui la rend différente d'un loup typique comme Legoshi), est l'un des personnages principaux de la série. Elle fait partie du club de théâtre de l'Académie. Femelle sociable et pourvue, comme tous les animaux de l'Académie, d'une grande gentillesse, elle se révèle hypersensible ainsi que manipulatrice, et rivalise avec Louis pour être le prochain Beastar. Juno entreprend des relations amicales, voire amoureuses avec Legoshi, mais elle ne peut pas lui révéler ses sentiments personnels car celui-ci semble déjà attiré par Haru.
Gosha (ゴーシャ, Gōsha)
Gosha est un dragon de Komodo. C'est le grand-père de Legoshi. Il est souvent discriminé par sa nature de reptile venimeux mais conserve (presque) toujours une attitude pacifiste. Il a dans sa jeunesse aidé Yafya à lutter contre le crime et projeté de devenir Beastar à ces côtés. Cependant, il se détourne de cette voie pour se consacrer à sa vie de famille.
Gohin (ゴウヒン, Gōhin)
Voix japonaise : Akio Ōtsuka,, voix française : Franck Sportis
Gohin est un panda géant qui travaille comme docteur et thérapeute pour carnivores. Il dit entre autres pratiquer la médecine psychosomatique, synonyme de psychologue. Son apparence, son comportement strict et son franc-parler intimident Legoshi lors de leur première rencontre. Gohin possède un large éventail d'armes et notamment une arbalète en bambou. Il fera alliance avec le jeune loup pour aider ce dernier à sauver une de ses bonnes amies capturée.
Melon (メロン, Meron)
Melon est un hybride de léopard et de gazelle et est l'antagoniste principal de la seconde moitié de la série. C'est un dangereux psycopathe et un manipulateur. Il est à la fois carnivore et herbivore et cette filiation atypique le rend instable puisqu'il est en permanent désaccord avec ses propres instincts. Ses pulsions meurtrières et le harcèlement qu'il a subi ont fait de lui un assassin très jeune (il est d'ailleurs révélé que sa mère a sexuellement abusé de lui quand il était enfant) et il devient par la suite chef du gang des lions.
Jack (ジャック, Jakku)
Voix japonaise : Junya Enoki,, voix française : Benjamin Bollen
Jack est un labrador il est sociable et affectueux, il est né le 22 décembre (Capricorne), d'1m67, pesant 54kg, âgé de 17 ans au début de la série et étudiant à l'institut Cherryton Academy où il brille par son esprit et son intelligence. Il a beaucoup de tendresse pour son meilleur ami Legoshi, qu'il connaît depuis l'école primaire, mais Legoshi devient négligent en amitié avec Jack depuis que celui-ci a trouvé l'amour. Pourtant Jack continue à garder les secrets que Legoshi lui confie et même s'il est juste son meilleur ami, Jack s'inquiète plus pour Legoshi que pour lui-même, il essayera même de se suicider pour son ami avec des oignons, toxiques pour les canidés. Bien qu'il n'arrivera pas à ses fins car Legoshi le sauvera immédiatement. Jack est considéré comme étant le personnage le plus mignon de la série.
Bill (ビル, Biru)
Voix japonaise : Takaaki Torashima (ja),, voix française : Xavier Thiam
Bill est un tigre du Bengale. Il est acteur au club de théâtre et en deviendra par la suite le président. De nature franche et directe, il entretient des amitiés fortes avec les herbivores bien qu'il n'hésite pas à assouvir ses instincts de carnivores.
Sagwan (サグワーン, Saguwā)
Sagwan est un phoque tacheté. Il vit sur terre bien qu'il soit une créature marine et a une donc une culture différente des autres protagonistes. Il est très curieux des pratiques terrestres.
Aoba (アオバ)
Voix japonaise : Ikuto Kanemasa (ja),
Aoba est un Pygargue à tête blanche de haute stature. De nature paisible, Aoba est à la fois calme, sérieux, perspicace et raisonnable. Il porte un profond respect pour l'éthique et c'est lui qui, par ses mots et son argumentation, fait cesser les querelles (notamment celles entre Legoshi et Bill).
Sebun (セブン, Sebun)
Sebun est un mouton mérinos. Elle vit mal son poste dans une marque de vêtements pour carnivores où elle est harcelée et surnommée Lamb.
Kolo (コロ, Koro)
Voix japonaise : Takeo Ōtsuka,, voix française : Nessym Guetat
Kolo est un chien de berger calme et amical. C'est le plus grand canidé de la chambre 701 après Legoshi. Une légende dit que si on voit les yeux de Collot, on tombe amoureux de lui.
Pina (ピナ, Pina)
Voix japonaise : Yuki Kaji, voix française : Adrien Larmande
Pina est un mouflon de Dall. C'est un nouveau membre du club théâtre. Il est provocateur envers les carnivores, ce qui ne manque pas de lui attirer des ennuis. Et charmeur envers les herbivores, notamment auprès des femelles où il enchaîne les conquêtes.
Boss (ボス, Bosu)
Voix japonaise : Yoshiyuki Shimozuma (ja),, voix française : Joël Zaffarano
Boss est un fennec. C'est le plus petit animal de la chambre 701 et il ne parle pas beaucoup.
Sanu (サヌ)
Voix japonaise : Fukushi Ochiai (ja),, voix française : Charles Uguen
Sanu est un pélican. C'est le président du club de théâtre et il porte des lunettes.
Miguno (ミグノ)
Voix japonaise : Yūma Uchida (ja),, voix française : Adrien Larmande
Miguno est une hyène tachetée. Il est dans la chambre 701.
Durham (ダラム, Daramu)
Voix japonaise : Naoto Kobayas (ja),, voix française : Simon Koukissa
Durham est un coyote. Il est dans la chambre 701.
Kai (カイ)
Voix japonaise : Nobuhiko Okamoto,, voix française : Grégory Quidel
Kai est une mangouste. De caractère impulsif, il est prompt à la colère et très désireux de faire avancer sa carrière.
Els (エルス, Erusu)
Voix japonaise : Sayumi Watabe (ja),, voix française : Lila Lacombe
Els est une chèvre angora de nature nerveuse. Elle était l'amour secret de Tem avant l'assassinat de ce dernier.
Dom (ドーム, Dōmu)
Voix japonaise : Genki Muro (ja),
Dom est un paon. Il est membre du club de théâtre.
Kibi (キビ)
Voix japonaise : Yūichi Iguchi (ja),, voix française : Garlan Le Martelot
Kibi est un fourmilier. Il est membre de l'équipe technique du club de théâtre.
Ellen (エレン, Eren)
Voix japonaise : Akane Ōchi (ja),
Ellen est une zèbre qui est facilement effrayée par les carnivores.
Mizuchi (ミズチ)
Voix japonaise : Hibiku Yamamura (ja), voix française : Anouck Hautbois,
Mizuchi est une lapine arlequin (une espèce en voie de disparition). Sa fourrure présente deux teintes différentes ; le côté droit de son corps est noir et celui de gauche est blanc.
Legom (レゴム, Regomu)
Voix japonaise : Sakura Andō (ja),
Legom est une poule blanche. Elle est très fière de la qualité de ses œufs, qu'elle vend à la boutique de l'école.
Sheila (シイラ, Shīra)
Voix japonaise : Hara Yūko (ja)
Sheila est une léopard. Elle est la chorégraphe du club de théâtre et est amie avec Juno.
Sally (サリー, Sarī)
Voix japonaise : Mao Ichimichi
Sally est une petite écureuil. Sa fourrure est de couleur marron et crème. Elle partage la chambre avec Haru.
Maire (市長, Shichō)
Voix japonaise : Mitsuaki Hoshino (ja),
Oguma (オグマ, Oguma)
Voix japonaise : Ken'yū Horiuchi,
Ogma est un Cerf rouge, il est le PDG du groupe Horns et le père de Louis.

## Productions et supports

### Manga

Logo de la version française du manga.

Beastars est pré-publié dans le magazine Weekly Shōnen Champion de l'éditeur Akita Shoten du 8 septembre 2016 au 8 octobre 2020,. Les 36e et 37e numéros combinés de 2020 du Shōnen Champion, sortis en août 2020, ont révélé que l'histoire était proche de son apogée. Les chapitres sont rassemblés et édités dans le format tankōbon par Akita Shoten, avec le premier volume publié le 8 janvier 2017 et le dernier le 8 janvier 2021 au Japon; la série comporte au total 22 volumes tankōbon.
En octobre 2018, Ki-oon a annoncé l'obtention de la licence du manga pour la version française et a publié les deux premiers volumes en janvier 2019,. En novembre 2018, VIZ Media a annoncé sur son stand de l'Anime NYC (en) qu'elle avait acquis la licence de la série pour une publication prochaine en Amérique du Nord.

### Anime

Logo de la série d'animation.

Une adaptation en anime par le studio d'animation Orange, spécialisé dans l'usage de la CGI,, a été annoncée en février 2019. Celle-ci est réalisée par Shinichi Matsumi avec des scripts de Nanami Higuchi, des character designs fournis par Nao Ōtsu, des animations 3D sous la direction d'Eiji Inomoto et la bande originale composée par Satoru Kōsaki. La série est diffusée pour la première fois au Japon entre le 10 octobre et le 26 décembre 2019 dans la case horaire [+Ultra] de Fuji TV, et un peu plus tard sur TNC, KTV, THK, UHB et BS Fuji. Elle est aussi diffusée en streaming exclusivement sur Netflix et dont le premier épisode est sorti en avant-première sur la plateforme, le 8 octobre, ; la série est disponible à l'étranger le 13 mars 2020.
La production d'une seconde saison a été annoncée dès la fin de la série télévisée,. Elle est diffusée du 7 janvier 2021 jusqu'au 24 mars 2021 dans la case horaire [+Ultra] de Fuji TV. La deuxième saison est disponible à l'étranger depuis le 15 juillet 2021 sur Netflix,. Le 20 juillet 2021, le studio Orange et Netflix Japon ont annoncé que la série animée recevrait une troisième saison. Le 7 décembre 2021, Studio Orange a annoncé que la suite serait la dernière saison. Il devrait être diffusé sur Netflix en 2024.
Pour la première saison, la chanson de l'opening, intitulée Wild Side, est interprétée par ALI, tandis que celle de l'ending, intitulée Le zoo, interprétée par YURiKA (ja),. Les chansons des génériques de la seconde saison sont produites par le duo YOASOBI,.

### Pièce de théâtre
Le 4 décembre 2019, le premier numéro du magazine 2020 du Weekly Shōnen Champion a annoncé qu'une pièce de théâtre basée sur le manga était en cours de développement. Il était initialement prévu pour ses débuts en avril 2020 jusqu'en mai à Tokyo et à Osaka. Fin mars 2020, il a été annoncé que la pièce avait été annulée en raison de la pandémie de COVID-19.

### Comédie musicale
La comédie musicale est jouée à l'automne 2024 et connaît un revival en 2025. Le livret et les paroles sont signés par Hideyuki Nishimori, lauréat du Prix d'excellence (catégorie théâtre) remis par l'Agence pour les Affaires culturelles lors du Festival des Arts de 2022. Tsuneyasu Motoyoshi assure la mise en scène. La musique est composée par Shunsuke Wada, à l'œuvre sur la franchise TRUMP, la comédie musicale Black Butler ou encore la pièce de théâtre Demon Slayer. La distribution comporte Ryōsuke Miura (Legoshi), Tsubasa Sakiyama (Louis), Yujiro Kazama (Jack) et Rurika Miya (Juno). Le personnage d'Haru est interprété en alternance par Ayaka Umeda et Rika Mayama.

## Accueil
En octobre 2021, le tirage de Beastars s'élève à plus de 7 millions d'exemplaires, versions numériques comprises. L'édition 2018 de Kono Manga ga Sugoi! qui interroge les professionnels de l'industrie du manga et de l'édition, a nommé Beastars la deuxième meilleure série de manga pour les lecteurs masculins, après The Promised Neverland. La série remporte la 11e édition du Manga Taishō en 2018, en faisant ainsi la première série de la maison d'édition Akita Shoten à remporter ce prix. En 2018, il remporte le Prix du Nouveau Créateur au 22e Prix Culturel Osamu Tezuka. La même année, il remporte le 42e Prix du manga Kōdansha, dans la catégorie shōnen. Beastars remporte également un New Face Award aux 21e Japan Media Arts Festival en 2018.
Le manga est l'une des œuvres recommandées par le jury pour le 13e ACBD Prix Asie de la Critique 2019. Le manga remporte aussi le « Tournoi Shōnen 2019 » du meilleur manga de l'année sur le site Manga-News. Le manga fait également partie de la Sélection Jeunes Adultes 2020 en compétition officielle du Festival d'Angoulême 2020. Beastars remporte également le prix de la meilleure histoire graphique et de la meilleure série dramatique au Ursa Major Award,. Le manga a été choisi comme l'un des meilleurs mangas au Comic-Con International 2019. Beastars a été nommé pour le 53e Prix Seiun dans la catégorie meilleure bande dessinée en 2022.